# Глазчатый дендрохир
Глазчатый дендрохир (лат. Dendrochirus biocellatus) — вид морских лучепёрых рыб из семейства скорпеновых.
Вид обитает в коралловых рифах тропической Индо-Тихоокеанской области на глубине от одного до 40 метров от Маврикия до Японии, Австралии и Французской Полинезии. Рыбы ведут ночной образ жизни. В течение дня они скрываются в пещерах и в полостях крупных губок. Питаются мелкой рыбой, а также креветками.
Окраска тела рыб красно-чёрного цвета. Грудные плавники большие и выглядят как крылья бабочки. Лучи соединены между собой плавниковой мембраной. В спинном плавнике 13 жёстких лучей, снабжённых ядовитыми железами, и девять мягких лучей. Анальный плавник имеет три жёстких и пять мягких лучей. Все жёсткие лучи, а также единственный жёсткий луч на брюшном плавнике соединены с ядовитыми железами.
Длина тела 12 см. У взрослых рыб на мягкой части спинного плавника имеется от двух до трёх «глазков». Глазные пятна чёрного цвета, с жёлтой окантовкой. Во время охоты, ухаживания или стычки с соперником пятна становятся светло-сине-зелёного цвета. В центре при этом остаётся маленькое чёрное пятно наподобие зрачка. На верхней челюсти имеется два усика.